# تشكوشه (سقز)
قرية تشكوشه (بالكردية: چەکوشە) هي إحدى القرى التابعة لـسرا في ريف قسم مركزي من مقاطعة سقز، في محافظة كردستان الإيرانية.

## السكان
حسب إحصاءات سنة 2006، بلغ إجمالي السكان في تشكوشه 82 نسمة وعدد المساكن 21 مسكن. لغة سكان تشكوشه هي اللغة الكردية و هم من أهل السنة والجماعة والمذهب الشافعي.